# 謝應徵
謝應徵（1513年—？），字徵夢，直隸松江府華亭縣人，匠籍，明朝政治人物。

## 生平
嘉靖十九年（1540年）庚子科應天鄉試第六十名舉人，二十年（1541年）中式辛丑科會試第四十五名，三甲第一百十七名進士。授行人司行人，二十四年（1545年）十二月升陝西道監察御史。

## 家族
曾祖謝景安；祖父謝賢；父謝墉，冠帶生員。母陳氏。具慶下。